# EIF3B
EIF3B‏ (Eukaryotic translation initiation factor 3 subunit B) هوَ بروتين يُشَفر بواسطة جين EIF3B في الإنسان.